# Ekuru

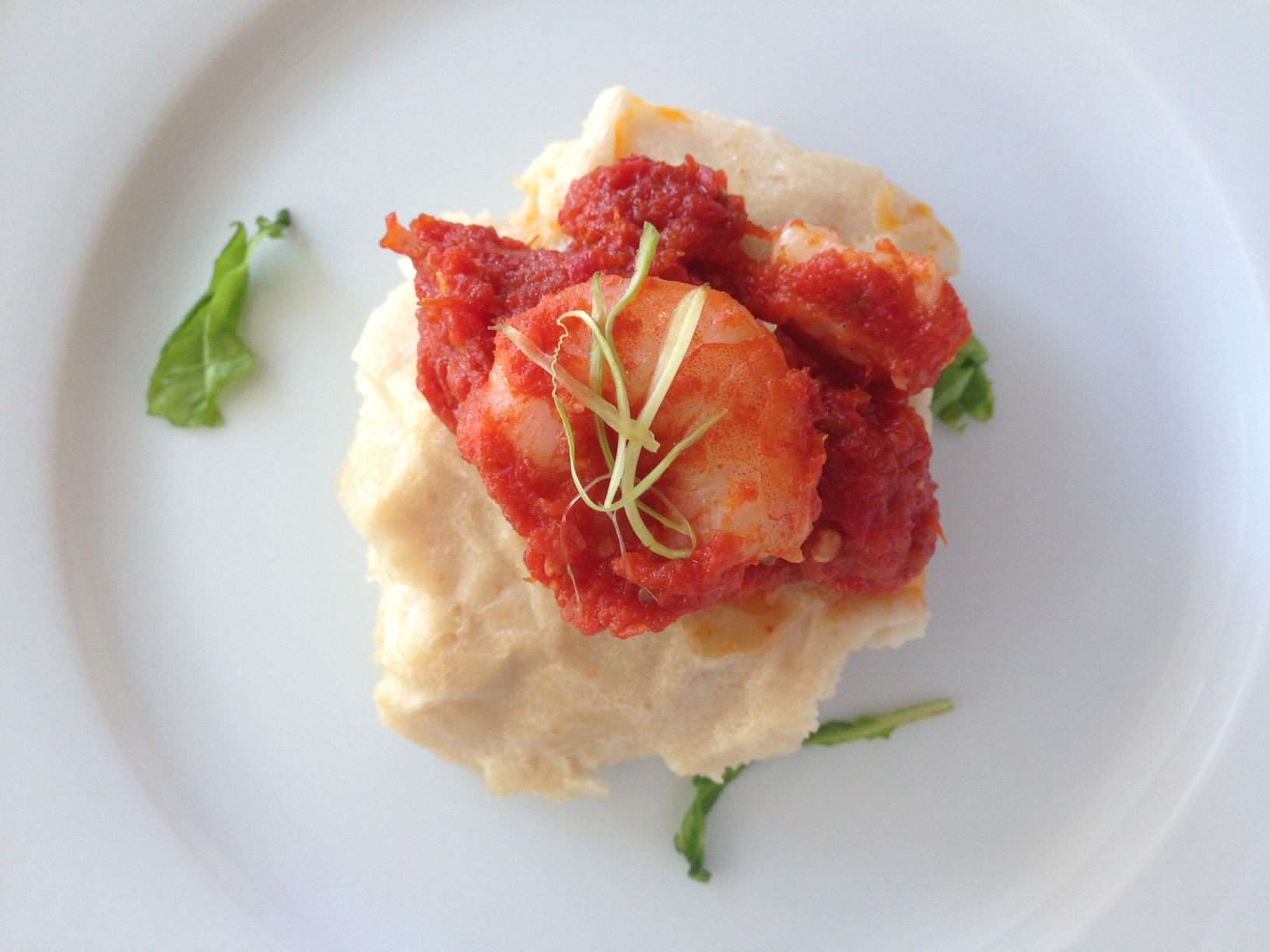
Ekuru

Èkuru é uma comida ritual. A massa é preparada da mesma forma que a massa do acarajé, feijão fradinho sem casca triturado, envolto em folhas de bananeira como o acaçá e cozido no vapor.